# لاک لین هایتس (مریلند)
لاک لین هایتس (به انگلیسی: Loch Lynn Heights) شهری در ایالت مریلند کشور ایالات متحده آمریکا است که جمعیت آن در سرشماری سال ۲۰۱۰ میلادی، ۵۵۲ نفر بوده‌است.